# Fantawild Dreamland (Xiamen)
Koordinaten: 24° 40′ 49″ N, 118° 10′ 8″ O
Fantawild Dreamland (chinesisch 方特梦幻王国) ist ein chinesischer Freizeitpark in Xiamen, Fujian, der am 28. April 2013 eröffnet wurde. Er wird von der Fantawild Holdings betrieben, die auch andere Freizeitparks in China betreiben.

## Liste der Achterbahnen
| Name                        | Typ                             | Hersteller   | Eröffnungsjahr |
| --------------------------- | ------------------------------- | ------------ | -------------- |
| Mount Tanggula / 唐古拉雪山 | Minenachterbahn                 | Golden Horse | 2013           |
| Stress Express / 极地快车   | Shuttle Coaster                 | Vekoma       | 2013           |
| Terror Twister / 暴风眼     | Stahlachterbahn mit Inversionen | Maurer Rides | 2015           |
| Worm Around / 果虫滑车      | Kinderachterbahn                | Golden Horse | 2013           |